# Новомихайлівка (Сумський район)
Новомиха́йлівка — село в Україні, у Степанівській селищній громаді Сумського району Сумської області. Населення становить 101 осіб. До 2017 орган місцевого самоврядування — Підліснівська сільська рада.

## Географія
Село Новомихайлівка знаходиться на відстані 0,5 км від селища Степанівка і за 1 км від села Олександрівка.
Селом протікає річка Гола Долина, права притока Сумки.

## Історія
12 червня 2020 року, відповідно до розпорядження Кабінету Міністрів України № 723-р «Про визначення адміністративних центрів та затвердження територій територіальних громад Сумської області», село увійшло до складу Степанівської селищної громади.
19 липня 2020 року, в результаті адміністративно-територіальної реформи та ліквідації Сумського району(1923—2020), увійшло до складу новоутвореного Сумського району.

## Відомі люди

### Відомі уродженці
- Корнющенко Іван Пилипович — український письменник, художник, журналіст, член НСПУ.